# Vouarana
Vouarana är ett släkte av kinesträdsväxter. Vouarana ingår i familjen kinesträdsväxter.
Kladogram enligt Catalogue of Life:
| Vouarana | \| \| Vouarana anomala \| \| \| \| \| \| Vouarana guianensis \| \| \| \| |
|          | \| \| Vouarana anomala \| \| \| \| \| \| Vouarana guianensis \| \| \| \| |
|          | Vouarana anomala                                                         |
|          |                                                                          |
|          | Vouarana guianensis                                                      |
|          |                                                                          |